# Bandiera della Transnistria
La bandiera della Transnistria è una versione della bandiera della Repubblica Socialista Sovietica Moldava. L'attuale versione è quella adottata dalla autoproclamata repubblica nel 2000 con la legge sui simboli di Stato.

## Storia
La bandiera della RSS Moldava fu utilizzata fino alla dissoluzione dell'Unione Sovietica nel 1991. Quando la Moldavia si dichiarò indipendente, tuttavia, in molta parte della Transnistria si rifiutò l'uso della nuova bandiera. L'uso continuato della vecchia bandiera divenne sempre più popolare, finché nel 2000 il governo dell'autoproclamata repubblica decise di adottarla ufficialmente.

### Utilizzo

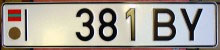
Targa della Transnistria

La bandiera di Stato è l'unica che può essere utilizzata istituzionalmente. Tuttavia la legge permette l'utilizzo di una bandiera semplificata per gli usi non governativi. Questa bandiera non riporta né la falce e martello né la stella rossa bordata di giallo, e non è vincolato neppure il rapporto tra i lati: il più comune è l'1:2, ma è frequente anche il 2:3. È possibile trovare la bandiera civile sulle targhe automobilistiche.

### Altre bandiere
La bandiera presidenziale è una versione frangiata di giallo con dimensioni 1:1 della bandiera civile con al centro lo stemma. È stata adottata il 18 luglio 2000, in sostituzione di una precedente bandiera adottata nel 1997.
La bandiera dell'esercito è attualmente una bandiera blu, con all'interno una croce rossa bordata di giallo. È del tutto simile alla bandiera dell'esercito moldavo, ma non riporta lo stemma della Moldavia.
Esiste anche una bandiera doganale: lo sfondo verde primario, con due bande rosse nella parte inferiore ed il simbolo della polizia doganale (due caducei dorati incrociati).

## Tricolore bianco-blu-rosso

Seconda bandiera ufficiale della Transnistria, a partire dal 2017.

Nel 2009 il Parlamento della Transnistria ha discusso una proposta per sostituire la bandiera civile (rosso-verde-rosso) con una nuova bandiera, avente tre strisce orizzontali di colore bianco, blu e rosso, essendo quasi identica al drappo della Federazione Russa, ma con proporzioni diverse (1:2, contro i 2:3 del drappo della Russia).
La ragione principale della seconda bandiera indica il desiderio della Transnistria di legami più stretti con la Russia, un garante dell'indipendenza della Transnistria dalla Moldavia. In un referendum del 2006, Il 97,2% dei transnistriani ha votato a favore di una maggiore associazione con la Russia. La nuova bandiera verrebbe utilizzata insieme a quella di stato corrente.
Il 12 aprile 2017 il Consiglio supremo transnistriano ha approvato una mozione che ha reso la nuova bandiera la seconda bandiera ufficiale della Transnistria.